# Gastgewerbestatistik
Die Statistiken für das Gastgewerbe befassen sich mit Umsätzen, Kosten, Investitionen und Beschäftigten im Beherbergungs- und Gaststättengewerbe. Zum Gastgewerbe zählen die Hotellerie, das sonstige Beherbergungsgewerbe, die speisengeprägte sowie getränkegeprägte Gastronomie und Kantinen und Caterer.
Die Statistiken im Gastgewerbe bestehen aus der monatlichen Konjunkturerhebung, die Entwicklungen des Umsatzes und der Beschäftigten mit Hilfe von Messzahlen und monatlichen, viertel-/halbjährlichen und jährlichen Veränderungsraten misst. Neben aktuellen Ergebnissen sind Zeitreihen über Umsätze von 1997 bis zur Gegenwart kostenlos verfügbar.
Strukturinformationen über das Gastgewerbe, wie zum Beispiel Umsätze, Kosten und betriebswirtschaftliche Kennzahlen, stellt die Jahreserhebung in Form von absoluten Angaben bereit. Die statistischen Ergebnisse erscheinen in der Regel in dem Zeitraum Juli/August eines Jahres.